# Анталия
Анта̀лия (на турски: Antalya) е град на средиземноморското крайбрежие на Турция и пети по големина в страната, административен център на едноименния вилает Анталия. Анталия е един от най-важните центрове в региона. Градът е разположен между планина и средиземноморското крайбрежие. Районът е изпълнен с множество археологически и исторически обекти, които предлагат чудесни възможности за туризъм от всякакъв вид. Туризмът е основно перо в икономиката на Анталия и региона. Международното летище на курортния град е една от портите на Турция за развитие на международния туризъм. Населението на града през 2014 г. е 1 203 994 жители, а на метрополния регион – 2 222 562.

## История
Анталия е основан през 159 г. пр. Хр. от Атал II Филаделф, царят на Пергамон. През 133 г. пр. Хр. Атал II кръщава града на себе си, Аталея (на старогръцки: Ἀττάλεια). Това име, все още използвано на гръцки, по-късно еволюира на турски като Адалия и после като Анталия. През ХІV век мароканският пътешественик Ибн Батута пише, че „Анталия, най-красивият град“, е завладян от римляните и става зимна резиденция на император Адриан.

## География
Анталия е живописен град, заобиколен от високи планини и от Средиземно море. Притежава красив плаж. Районът на града е изпълнен с множество археологически и исторически обекти. Градът е един от важните центрове на така наречената Турска ривиера.

## Икономика
Основни за икономическата структура на Анталия са туризъм, селското стопанство, търговията и промишлеността. В околностите на града се отглеждат цитрусови култури, зеленчуци и памук. Повечето от хората печелят доходите си от туризма и селското стопанство. Миграцията към града е причина за развитие на строителния сектор, което довежда до изграждането на нови квартали и инфраструктура.

## Туризъм и забележителности
Анталия е една от водещите туристически дестинации в Средиземноморието и в света, като градът е дом на множество известни забележителности. Анталия привлича 30% от чуждестранните туристи, посещаващи Турция като за 2019 г. туристите достигат 2,3 млн души. За Анталия и прилежащите ѝ курортни градчета като Калкан, Каш, Кемер, Лара, Белек, Сиде, Алания Ататюрк възкликва „Несъмнено Анталия е най-красивото място в света.“
Анталия е дом на 206 от 486 плажа в Турция със сертификат Син флаг.
Въпреки че архитектурното наследство датира още от елинистичните времена, повечето известни исторически обекти в Анталия са от средновековния селджукски период, с редица джамии, кервансараи, турски бани и гробници, придаващи на града турско-ислямски характер. Историческата архитектура е съсредоточена в стария град – Калейчи. С тесните си калдъръмени улички с исторически къщи, бутикови хотели, ресторанти и магазини, запазва голяма част от своя исторически характер. Портата на Адриан или Üçkapılar („Трите порти“ на турски) е триумфална арка, построена на името на римския император Адриан, който посещава града през 130 г. Това е единствената останала входна порта от стените, които обграждат града и пристанището.
В Анталия има 11 музея. Музеят в Анталия, Археологическият музей в Алания и Музеят в Сиде представят артефакти от древността. Музеят Икале в Алания предлага артефакти от периода Селджук. Музеят в Анталия на Мустафа Кемал Ататюрк съдържа експонати от Република Турция.
Популярен сред туристите е Аквариумът в Анталия с над 20 000 видове морски обитатели в 36 тематични зони, представящи екосистемите на световни океани и морета. В близост до Анталия се намират древните градове Термесос и Перга, както и Аспендос със своя 15,000-местен амфитеатър – изцяло запазен, както преди хиляди години. Други забележителности са Дюденските водопади, Вечните пламъци на Химера в Кемер, Църквата на Свети Николас в Дерме. В централния регион на Анталия има много природни красоти. Водопадът Kurşunlu, пещерата Karain, каньонът Güver Cliff могат да бъдат дадени като примери за природни красоти. Комплексът Yivli Minare, кулата Hıdırlık и джамията Kesik Minare в района на Анталия Kaleiçi могат да бъдат дадени като примери за важни исторически паметници.

## Климат
Анталия има горещ летен средиземноморски климат или „влажен“ сух летен субтропичен климат. Характерно е горещо, сухо лято и мека, дъждовна зима. Докато дъждовните периоди са чести през зимата, Анталия е много слънчева, с над 300 дни слънчева светлина годишно. Най-високата рекордна температура на въздуха е била 45,4°C на 1 юли 2017 г., като средно достига 34,4°C, а най-ниският рекорд е за -4,6°C през февруари, когато обичайната ниската средна стойност е само 6,1°C. Средната температура на морето варира между 16°C през зимата и 27°C през лятото.
| Анталия (1929 – 2017)                                                                        | Анталия (1929 – 2017) | Анталия (1929 – 2017) | Анталия (1929 – 2017) | Анталия (1929 – 2017) | Анталия (1929 – 2017) | Анталия (1929 – 2017) | Анталия (1929 – 2017) | Анталия (1929 – 2017) | Анталия (1929 – 2017) | Анталия (1929 – 2017) | Анталия (1929 – 2017) | Анталия (1929 – 2017) | Анталия (1929 – 2017) |
| Месеци                                                                                       | яну.                  | фев.                  | март                  | апр.                  | май                   | юни                   | юли                   | авг.                  | сеп.                  | окт.                  | ное.                  | дек.                  | Годишно               |
| Абсолютни максимални температури (°C)                                                        | 23,9                  | 26,7                  | 30,7                  | 36,4                  | 38,7                  | 44,8                  | 45,4                  | 44,6                  | 42,5                  | 38,7                  | 33,0                  | 26,1                  | 45,4                  |
| Средни максимални температури (°C)                                                           | 14,9                  | 15,5                  | 17,9                  | 21,3                  | 25,5                  | 30,7                  | 34,0                  | 34,0                  | 31,0                  | 26,5                  | 21,2                  | 16,6                  | 24,1                  |
| Средни температури (°C)                                                                      | 10,0                  | 10,7                  | 12,8                  | 16,3                  | 20,5                  | 25,3                  | 28,4                  | 28,3                  | 25,1                  | 20,4                  | 15,4                  | 11,6                  | 18,7                  |
| Средни минимални температури (°C)                                                            | 5,9                   | 6,3                   | 8,0                   | 11,1                  | 15,1                  | 19,5                  | 22,6                  | 22,6                  | 19,3                  | 15,1                  | 10,7                  | 7,5                   | 13,6                  |
| Абсолютни минимални температури (°C)                                                         | −4,3                  | −4,6                  | −1,6                  | 1,3                   | 6,7                   | 11,1                  | 14,8                  | 13,6                  | 10,3                  | 0,9                   | 0,0                   | −1,9                  | −4,6                  |
| Средни месечни валежи (mm)                                                                   | 235,2                 | 154,5                 | 97,0                  | 52,4                  | 32,2                  | 9,3                   | 2,4                   | 2,7                   | 14,4                  | 71,9                  | 131,1                 | 259,3                 | 1062,4                |
| -------------------------------------------------------------------------------------------- | --------------------- | --------------------- | --------------------- | --------------------- | --------------------- | --------------------- | --------------------- | --------------------- | --------------------- | --------------------- | --------------------- | --------------------- | --------------------- |
| Източник: Turkish State Meteorological Service Deutscher Wetterdienst (humidity 1931 – 1960) |                       |                       |                       |                       |                       |                       |                       |                       |                       |                       |                       |                       |                       |

| Климатични данни за Анталия           | Климатични данни за Анталия | Климатични данни за Анталия | Климатични данни за Анталия | Климатични данни за Анталия | Климатични данни за Анталия | Климатични данни за Анталия | Климатични данни за Анталия | Климатични данни за Анталия | Климатични данни за Анталия | Климатични данни за Анталия | Климатични данни за Анталия | Климатични данни за Анталия | Климатични данни за Анталия |
| Месец                                 | Яну                         | Фев                         | Мар                         | Апр                         | Май                         | Юни                         | Юли                         | Авг                         | Сеп                         | Окт                         | Ное                         | Дек                         | Годишно                     |
| ------------------------------------- | --------------------------- | --------------------------- | --------------------------- | --------------------------- | --------------------------- | --------------------------- | --------------------------- | --------------------------- | --------------------------- | --------------------------- | --------------------------- | --------------------------- | --------------------------- |
| Средна температура на морето, °C      | 17.7                        | 16.8                        | 17.2                        | 17.9                        | 21.1                        | 25.1                        | 27.8                        | 28.8                        | 27.4                        | 24.7                        | 21.1                        | 18.8                        | 22.0                        |
| Средна дневна светлина                | 10.0                        | 11.0                        | 12.0                        | 13.0                        | 14.0                        | 15.0                        | 14.0                        | 14.0                        | 12.0                        | 11.0                        | 10.0                        | 10.0                        | 12.2                        |
| Среден ултравиолетов индекс           | 2                           | 3                           | 5                           | 7                           | 8                           | 10                          | 10                          | 9                           | 7                           | 5                           | 3                           | 2                           | 5.9                         |
| Източник #1: Average sea temperature: |                             |                             |                             |                             |                             |                             |                             |                             |                             |                             |                             |                             |                             |
| Източник #2: Weather Atlas:           |                             |                             |                             |                             |                             |                             |                             |                             |                             |                             |                             |                             |                             |

## Галерия
- Долния Дюденски водопад
- Часовниковата кула
- Двора на музей в Анталия
- Пристанището на града
- Летището
- Панорамен изглед от Анталия
- Централната част на Анталия
- Трамвай, част от градския транспорт
- Адриановата порта
- Храмовата лодка на Аполон
- Минарето Йивли и региона
- Кулата Хъдърлък от елинистичната епоха

## Побратимени градове
| Държава             | Град          |
| ------------------- | ------------- |
| САЩ                 | Остин         |
| Израел              | Бат Ям        |
| Русия               | Чебоксари     |
| Кипър               | Фамагуста     |
| Китай               | Хайкоу        |
| Русия               | Казан         |
| Швеция              | Малмьо        |
| Босна и Херцеговина | Мостар        |
| Германия            | Нюрнберг      |
| Русия               | Ростов на Дон |
| Казахстан           | Талдъкорган   |